# Soulaines-sur-Aubance
Soulaines-sur-Aubance ist eine französische Gemeinde mit 1.344 Einwohnern (Stand: 1. Januar 2022) im Département Maine-et-Loire in der Region Pays de la Loire. Die Gemeinde gehört zum Arrondissement Angers und zum Kanton Les Ponts-de-Cé. Die Einwohner werden Soulainois genannt.

## Geographie
Soulaines-sur-Aubance liegt etwa zehn Kilometer südlich von Angers an der Aubance und gehört zum Weinbaugebiet Anjou.
Umgeben wird Soulaines-sur-Aubance von den Nachbargemeinden Mûrs-Erigné im Norden und Nordwesten, Saint-Melaine-sur-Aubance im Norden und Nordosten, Brissac Loire Aubance im Osten und Südosten, Faye-d’Anjou im Süden sowie Mozé-sur-Louet im Westen.

## Bevölkerungsentwicklung
| Jahr          | 1962 | 1968 | 1975 | 1982 | 1990 | 1999 | 2006 | 2018 |
| ------------- | ---- | ---- | ---- | ---- | ---- | ---- | ---- | ---- |
| Einwohner     | 390  | 402  | 506  | 694  | 1032 | 1189 | 1193 | 1428 |
| Quelle: INSEE |      |      |      |      |      |      |      |      |

## Sehenswürdigkeiten
- Kirche Notre-Dame
- Burg La Morinière, seit 1988 Monument historique
- Schloss Noizé aus dem Jahr 1775
- Haus La Constatinière, seit 1994 Monument historique

Siehe auch: Liste der Monuments historiques in Soulaines-sur-Aubance

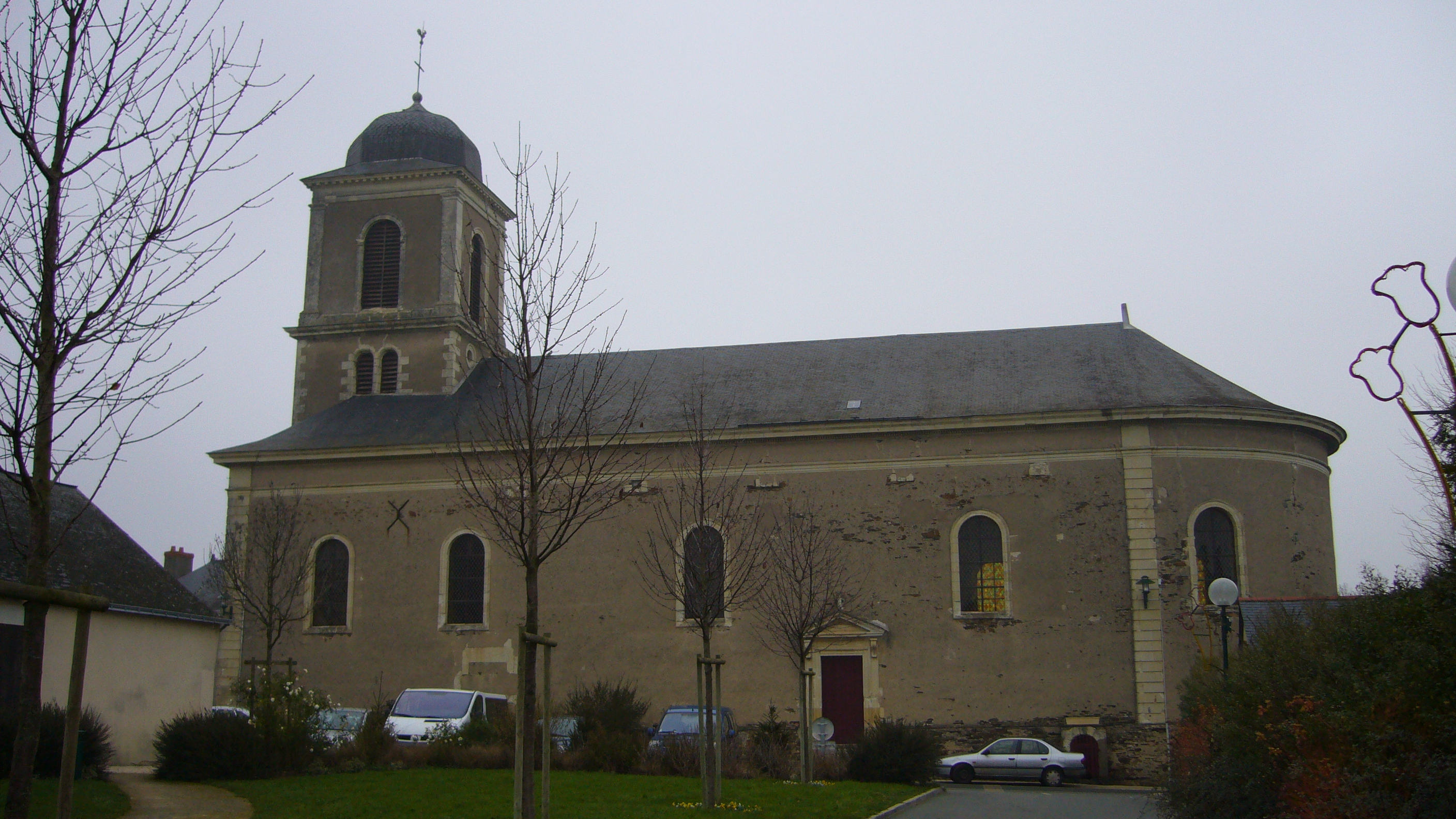
Kirche Notre-Dame
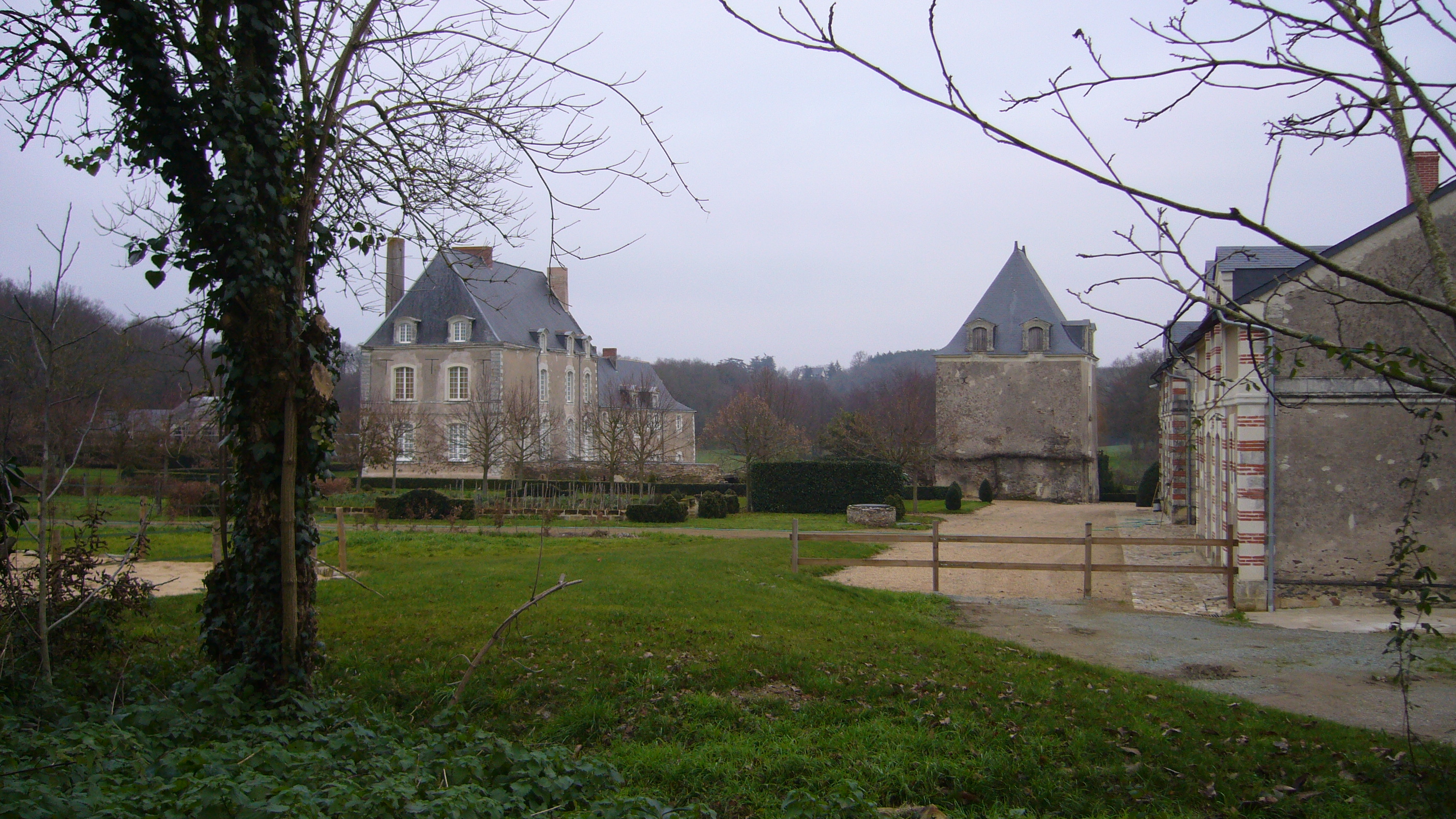
Schloss Noizé

## Weinbau
Die Rebflächen in der Gemeinde sind Teil des Weinbaugebietes Anjou.

## Gemeindepartnerschaft
Mit der Ortschaft Rottmersleben in der deutschen Gemeinde Hohe Börde in Sachsen-Anhalt besteht eine Partnerschaft.